# 119-я гвардейская стрелковая дивизия
119-я гвардейская стрелковая Режицкая Краснознамённая дивизия — соединение сухопутных войск Вооружённых сил СССР в период Великой Отечественной войны.
Сокращённое наименование — 119 гв. сд.

## История
119-я гвардейская стрелковая дивизия была сформирована на основании директивы Генштаба РККА № ОРГ/2/1527 и приказа войскам Северо-Западного фронта № 0068 от 29 сентября 1943 года, на базе частей 11-й и 15-й гвардейских стрелковых бригад. Дивизия формировалась в период с 1 по 10 октября 1943 года в районе деревни Бараносово Холмского района Калининской области при 22-й армии по штатам № 04/500 — 04/512, 04/563, 04/215, 04/16, 014/96-в.
В ноябре 1943 года дивизия в составе 22-й армии 2-го Прибалтийского фронта, в декабре в составе 93-го стрелкового корпуса 3-й ударной армии, в январе 1944 года — 100-й стрелковый корпус.
В начале ноября 1943 года после 150-километрового марша дивизия с ходу вступила в бой западнее Невеля в районе Дербиха, форсировала реку Уща и освободила 53 населённых пункта. К исходу 16 ноября соединение вышли на шоссе Опочка — Невель в районе деревни Усть-Долыссы, заняв оборону на широком фронте.
С февраля 1944 года в составе 7-го гвардейского стрелкового корпуса 10-й гвардейской армии.
26 июля 1944 года дивизия участвовала в освобождение города Резекне (Режица), наступала севернее города. 8 августа приказом Верховного Главнокомандующего дивизии было присвоено почётное наименование «Режицкая».
С 1 августа 1944 года дивизия участвует в Лубанско-Мадонской операции, сосредотачивается в районе Саленыэки, наносит удар по обороне противника на участке Пильнуки, Юсти, с боями выходит на рубеж по восточному берегу реки Лысине — устье реки Ойя, Икауниэки, Смелтери. 4 августа дивизия форсировала реку Айвиэкстэ и овладела плацдармом на её правом берегу.
С 6 октября 1944 года дивизия принимает участие в Рижской операции, где броском вошла в прорыв, осуществлённый войсками 1-го эшелона и во многодневных боях сломила сопротивление немцев в районе Яунпилс и вышла на подступы к г. Огре. 10 октября части дивизии продолжают наступление в направлении на Расниеки, Рутес. Нанося удар вдоль шоссе по южному берегу Даугавы, овладела посёлками Меллени и Эзеркрогс. 12 октября дивизия силами своих 343-го и 344-го гвардейских стрелковых полков форсировала реку Кекаву и захватила плацдарм, тем самым было обеспечено благоприятное завершение обходного манёвра по окружению г. Риги с юга.
Указом Правительства Верховного Совета СССР от 3 ноября 1944 года 119-я гвардейская стрелковая Режицкая дивизия за успешные боевые действия при освобождении Прибалтики и по овладению г. Риги награждена орденом Красного Знамени.
С октября 1944 года участвовал в блокирование окружённой Курляндской группировки противника с апреля 1945 года в составе Ленинградского фронта принимала участие в боях по овладением города Салдуса и его освобождения во взаимодействии с 7-й гвардейской стрелковой дивизией.
Расформирована дивизия в 1946 году в Прибалтийском военном округе.

## Состав
- 341-й гвардейский стрелковый полк
- 343-й гвардейский стрелковый полк
- 344-й гвардейский стрелковый полк
- 325-й гвардейский артиллерийский полк,
- 113-й отдельный гвардейский истребительно-противотанковый дивизион
- 108-я отдельная гвардейская разведывательная рота
- 123-й отдельный гвардейский сапёрный батальон
- 119-й отдельный гвардейский батальон связи (126-я отдельная гвардейская рота связи)
- 603-й (109-й) отдельный медико-санитарный батальон
- 111-я отдельная гвардейская рота химзащиты
- 755-я (110-я) автотранспортная рота
- 678-я (106-я) полевая хлебопекарня,
- 714-й (107-й) дивизионный ветеринарный лазарет
- 1799-я полевая почтовая станция
- 1756-я полевая касса Госбанка[3]
- Отдельный гвардейский учебный стрелковый батальон
- Походная мастерская по ремонту вещевого имущества

## Подчинение
- Периоды вхождения в состав Действующей армии: 8 октября 1943 года — 9 мая 1945 года[3]
- в составе 44-го стрелкового корпуса 22-й армии Северо-Западного фронта, 2-го Прибалтийского фронта. В составе 93-го стрелкового корпуса 3-й ударной армии, в январе 1944 года — 100-й стрелковый корпус.

## Командование
- полковник Аксёнов, Сергей Иванович с 30 сентября 1943 по 1 ноября 1943
- генерал-майор Шафаренко, Павел Менделевич с 2 ноября 1943 по 10 мая 1944
- генерал-майор Грибов, Иван Владимирович с 11 мая 1944 по 15 октября 1944
- полковник Ильин, Андриан Максимович с 16 октября 1944 по 6 марта 1945
- полковник Колобутин, Анатолий Иванович с 7 марта 1945 по сентябрь 1945
- генерал-майор Макаров, Михаил Григорьевич с сентября 1945 по март 1946

341 гв. сп:
- Комаров Зиновий Дмитриевич (02.10.1943 — 11.12.1943)
- Рыжаков Алексей Алексеевич (11.12.1943 — 29.02.1944), ранен
- Аносов Виктор Сергеевич (08.03.1944 — 05.07.1945)
- Тюриков Василий Степанович (16.03.1944 — 25.10.1944)
- Листратов Василий Михайлович (25.10.1944 — 31.10.1944), ранен
- Корягин Николай Семёнович (19.11.1944 — 31.12.1944)
- Карабанович Казимир Антонович (04.01.1945 — 12.05.1945)
- Пуляев Иван Максимович (с 12.05.1945)

343 гв. сп:
- Фокин Геннадий Дмитриевич (02.10.1943 — 21.11.1943), ранен
- Кулик Иван Васильевич (27.11.1943 — 10.03.1944), майор, умер от ран
- Паньковский Анатолий Владимирович (22.08.1944 — 19.09.1944)
- Зилотов Александр Васильевич (06.03.1945 — 07.01.1946)
- Ткаченко Александр Васильевич (с 07.01.1946)
- Попов Василий Фёдорович (27.02.1946 — 17.05.1946)

344 гв. сп:
- Комаров Михаил Михайлович (02.10.1943 — 29.10.1944)
- Воронцов Александр Яковлевич (с 03.11.1944)
- Хайлов Алексей Филиппович (06.03.1945 — 17.05.1945)

## Награды и наименования
- 1 марта 1943 года, по преемственности от 11-й и 15-й гвардейских морских стрелковых бригад
- 8 августа 1944 года.- почётное наименование «Режицкая» — присвоено приказом Верховного Главнокомандующего от 8 августа 1944 года за отличие в боях за освобождение города Резекне (Режица)
- 3 ноября 1944 года —  Орден Красного Знамени — награждена указом Президиума Верховного Совета СССР от 3 ноября 1944 года за образцовое выполнение заданий командования в боях с немецкими захватчиками, за овладение городом Рига и проявленные при этом доблесть и мужество.[4]

## Отличившиеся воины
Герои Советского Союза:
- Валиев, Акрам Искандарович, гвардии старший сержант, командир отделения 1-го батальона 341-го гвардейского стрелкового полка
- Денисов, Осип Андреевич, гвардии сержант, командир отделения 341-го гвардейского стрелкового полка
- Черников, Андрей Егорович, гвардии майор, командир 1-го стрелкового батальона 341-го гвардейского стрелкового полка

## Память
- В честь освободителей города Пустошка от немецко-фашистских захватчиков у здания Администрации установлен обелиск.